# Metagonia goodnighti
Metagonia goodnighti là một loài nhện trong họ Pholcidae. Loài này được phát hiện ở México.